# Liste der Brücken in Wien/Penzing
Diese Liste beinhaltet jene Wiener Brücken, die sich im 14. Bezirk Penzing befinden. Weitere Brücken, die an den 14. Bezirk grenzen oder sich nur teilweise auf seinem Bezirksgebiet befinden, von der Brückeninformation Wien aber anderen Bezirken zugeordnet sind, befinden sich in den jeweiligen Listen der angrenzenden Bezirke.

## Brücken
| Objekt / Teilobjekt                                                     | Foto | Lage                                            | Verwaltung / Objektnr. | System                                | Material                                | Brückenklasse             | Länge (m) | Breite (m) | Baujahr | Anmerkungen |
| ----------------------------------------------------------------------- | ---- | ----------------------------------------------- | ---------------------- | ------------------------------------- | --------------------------------------- | ------------------------- | --------- | ---------- | ------- | --- |
| Alois-Czedik-Steg                                                       | 1    | Alois-Czedik-Gasse Standort                     | Gemeinde B144300       | Balken/Plattentragwerk freiaufliegend | Stahl                                   | Fußgängerbrücke Klasse I  | 29        | 3          | 1967    | |
| Ameisbrücke                                                             | 1    | Ameisgasse Standort                             | Gemeinde B140400       | Balken/Plattentragwerk freiaufliegend | Verbund                                 | Straßenbrücke Klasse I    | 60        | 20         | 1982    | |
| Anzengruber Brücke                                                      | 1    | Anzengruberstraße Standort                      | Gemeinde B143200       | Balken/Plattentragwerk freiaufliegend | Stahlbeton                              | Straßenbrücke Klasse I    | 9         | 13         | 1968    | |
| August-Ritt-Brücke                                                      | 1    | Hauptstraße Standort                            | Gemeinde B143000       | Balken/Plattentragwerk freiaufliegend | Stahlbeton                              | Straßenbrücke Klasse I    | 20        | 18         | 1978    | |
| Augustinerwaldbrücke                                                    | 1    | Hohe-Wand-Gasse Standort                        | Gemeinde B145100       | Balken/Plattentragwerk freiaufliegend | Stahlbeton                              | Straßenbrücke Klasse I    | 13        | 6          | 1989    | |
| Auhofbrücke HERIS-ID: 29116 Objekt-ID: 25746                            | 1    | - Standort                                      | Gemeinde B142600       | Balken/Plattentragwerk freiaufliegend | Stahl                                   | Straßenbrücke Klasse II   | 46        | 6          | 1930    | Die Brücke steht unter Denkmalschutz (Listeneintrag).                                                                |
| Brücke über den Rosenbach                                               | 1    | Rosentalgasse Standort                          | Gemeinde B140800       | Balken/Plattentragwerk freiaufliegend | Stahlbeton                              | Straßenbrücke Klasse II   | 2         | 8          | 1957    | |
| Brücken über den Wienfluss                                              | 1    | U-Bahn-Linie U4 Standort                        | Wiener Linien 400302   |                                       |                                         |                           |           |            |         | |
| Brücken über die Hadikgasse (Promenadenweg)                             | 1    | U-Bahn-Linie U4 Standort                        | Wiener Linien 400301b  |                                       |                                         |                           |           |            |         | |
| Bujattibrücke                                                           | 1    | Bujattigasse Standort                           | Gemeinde B141800       | Balken/Plattentragwerk freiaufliegend | Stahlbeton                              | Straßenbrücke Klasse II   | 8         | 10         | 1951    | |
| Cottagebrücke                                                           | 1    | Cottagestraße Standort                          | Gemeinde B143300       | Balken/Plattentragwerk freiaufliegend | Stahlbeton                              | Straßenbrücke Klasse II   | 5         | 5          | 1962    | |
| Dritter Rosenbachsteg                                                   | 1    | Heschweg Standort                               | Gemeinde B141000       | Balken/Plattentragwerk freiaufliegend | Stahlbeton, Normalbeton                 | Fußgängerbrücke Klasse I  | 5         | 2          | 1950    | |
| Erich-Arth-Steg                                                         | 1    | Bahnstraße Standort                             | Gemeinde B146700       | Balken/Plattentragwerk freiaufliegend | Stahl                                   | Fußgängerbrücke Klasse I  | 31        | 5          | 2006    | Der Steg wurde von Juni bis September 2006 errichtet, 2010 wurde er von Mauerbachsteg auf Erich-Arth-Steg umbenannt. |
| Erster Rosenbachsteg                                                    | 0 BW | Friedlweg Standort                              | Gemeinde B140700       | Gewölbe offen                         | Stein                                   | Fußgängerbrücke Klasse I  | 10        | 3          | 1934    | |
| Ferdinand-Wolf–Steg                                                     | 1    | Standort                                        | Gemeinde B141500       | Balken/Plattentragwerk durchlaufend   | Stahlbeton                              | Fußgängerbrücke Klasse I  | 13        | 3          | 1975    | |
| Flötzersteigbrücke HERIS-ID: 30643 Objekt-ID: 27396                     | 1    | Flötzersteig Straße Standort                    | Bund B140601           | Balken/Plattentragwerk durchlaufend   | Verbund mit Stahlbetonplatte            | Straßenbrücke Klasse I    | 36        | 20         | 1983    | Die Brücke steht unter Denkmalschutz (Listeneintrag).                                                                |
| Flötzersteigbrücke, Flötzersteigstiege West, Alte Objektsbezeichnung M1 | 1    | Flötzersteig Straße Standort                    | Bund B140603           | sonstige                              | Stahlbeton                              | keine Angabe              | 15        | 2          | 1908    | |
| Flötzersteigbrücke, Flötzersteigstiege Ost, Alte Objektsbezeichnung M14 | 1    | Flötzersteig Straße Standort                    | Bund B140602           | sonstige Systeme                      | Stahlbeton                              | keine Angabe              | 15        | 2          | 1908    | |
| Flötzersteigsteg                                                        | 1    | Steinbruchstraße Standort                       | Gemeinde B140500       | Rahmen                                | Stahlbeton                              | Fußgängerbrücke Klasse I  | 45        | 5          | 1964    | |
| Freundschaftssteg                                                       | 1    | Standort                                        | Gemeinde B146100       | Balken/Plattentragwerk freiaufliegend | Stahl                                   | Fußgängerbrücke Klasse I  | 6         | 2          | 1960    | |
| Fünfter Rosenbachsteg                                                   | 1    | Radweg Standort                                 | Gemeinde B141200       | Gewölbe                               | Stahlbeton, Normalbeton                 | Fußgängerbrücke Klasse I  | 8         | 3          | 1925    | |
| Goldschlagstraßenbrücke §12                                             | 1    | Standort                                        | ÖBB B146200            | Balken/Plattentragwerk freiaufliegend | keine Angabe                            | Straßenbrücke Klasse I    | 17        | 21         | 1970    | |
| Ha Wei Brücke                                                           | 1    | Standort                                        | Gemeinde B147100       | Balken/Plattentragwerk                | Stahl                                   | Straßenbrücke Klasse I    | 28        | 6          | 2001    | Die Brücke hieß früher Bahnstraßenbrücke bzw. Anton Schirmböck Brücke.                                               |
| Hadiksteg                                                               | 1    | Onno-Klopp-Gasse Standort                       | Gemeinde B144900       | Balken/Plattentragwerk durchlaufend   | Stahlbeton-FT mit Ortbeton              | Fußgängerbrücke Klasse I  | 32        | 2          | 1974    | |
| Halterbachbrücke                                                        | 1    | Amundsenstraße Standort                         | Gemeinde B142300       | Balken/Plattentragwerk freiaufliegend | Stahlbeton                              | Straßenbrücke Klasse I    | 9         | 16         | 1953    | |
| Hannelore-Burger-Brücke                                                 | 1    | Badgasse (Penzing) Standort                     | Gemeinde B143400       | Balken/Plattentragwerk freiaufliegend | Spannbeton                              | Straßenbrücke Klasse II   | 33        | 12         | 1956    | 2024 umbenannt nach der Historikerin Hannelore Burger (1946–2017). Hieß zuvor Doktor-Karl-Lueger-Brücke              |
| Herzmanskybrücke                                                        | 0 BW | Herzmanskystraße Standort                       | Gemeinde B144400       | Balken/Plattentragwerk freiaufliegend | Stahl                                   | keine Angabe              | 6         | 5          | 1942    | Die Brücke wurde 2003 abgetragen.                                                                                    |
| Hohe Hainbachbrücke                                                     | 1    | Rohrstraße Standort                             | Gemeinde B144100       | Gewölbe geschlossen                   | Stein                                   | Straßenbrücke Klasse I    | 4         | 12         | 1978    | |
| Hüttelbergbrücke                                                        | 1    | Hüttelbergstraße Standort                       | Gemeinde B142000       | Balken/Plattentragwerk                | Stahlbeton, Normalbeton                 | Straßenbrücke Klasse I    | 9         | 17         | 1938    | |
| Josef Harrer-Brücke                                                     | 1    | Schleusenstraße Standort                        | Gemeinde B143100       | Balken/Plattentragwerk freiaufliegend | Stahl mit Stahlbetonplatte bzw. -bohlen | Fußgängerbrücke Klasse I  | 16        | 4          | 1988    | |
| Kasgrabengewölbe                                                        | 1    | Mauerbachstraße Standort                        | Gemeinde B143600       | Gewölbe                               | Stein, Naturstein                       | Straßenbrücke Klasse I    | 13        | 7          | 1992    | |
| Kellermannbrücke                                                        | 1    | Rohrstraße Standort                             | Gemeinde B143900       | Rahmen                                | Stahlbeton                              | Straßenbrücke Klasse I    | 6         | 9          | 1978    | |
| Kielmannseggbrücke                                                      | 1    | Hauptstraße Standort                            | Gemeinde B144200       | Balken/Plattentragwerk freiaufliegend | Stahl mit orthotroper Platte            | Straßenbrücke Klasse I    | 39        | 13         | 1950    | |
| Kleibersteg                                                             | 1    | Standort                                        | Gemeinde B141300       | Balken/Plattentragwerk durchlaufend   | Stahl                                   | Fußgängerbrücke Klasse I  | 18        | 2          | 1966    | |
| Kolbetersteg                                                            | 1    | Cottagestraße Standort                          | Gemeinde B145300       | Balken/Plattentragwerk freiaufliegend | Stahlbeton                              | Fußgängerbrücke Klasse I  | 4         | 2          | 1980    | |
| Kordonbrücke                                                            | 1    | Standort                                        | Gemeinde B142100       | Balken/Plattentragwerk freiaufliegend | Stahlbeton, Normalbeton                 | Straßenbrücke Klasse I    | 7         | 8          | 1953    | |
| Kragtragwerk Hütteldorf                                                 | 1    | Wiener Straße Standort                          | Bund B146500           |                                       | Stahlbeton                              | Straßenbrücke Klasse I    | 613       | 10         | 1964    | |
| Kragtragwerk Käthe-Dorsch-Gasse                                         | 1    | Wiener Straße Standort                          | Bund B146400           |                                       | Stahlbeton, Normalbeton                 | Straßenbrücke Klasse I    | 232       | 10         | 1964    | |
| Lebereckbrücke                                                          | 1    | Lebereckstraße Standort                         | Gemeinde B140100       | Rahmen geschlossen                    | Stahlbeton, Normalbeton                 | Straßenbrücke Klasse I    | 8         | 7          | 1999    | |
| Linzer Brücke                                                           | 1    | Linzer Straße Standort                          | Gemeinde B141600       | Balken/Plattentragwerk freiaufliegend | Stahlbeton, Normalbeton                 | Straßenbrücke Klasse I    | 9         | 17         | 1939    | |
| Loiblbrunnenbrücke                                                      | 1    | Standort                                        | Gemeinde B141400       | Gewölbe                               | Stahlbeton                              | Straßenbrücke Klasse I    | 10        | 4          | 1927    | |
| Loudonsteg                                                              | 1    | Loudonstraße Standort                           | Gemeinde B144700       | Balken/Plattentragwerk freiaufliegend | Beton                                   | keine Angabe              | 2         | 1          | 2004    | |
| Mauerbachbrücke                                                         | 1    | Mauerbachstraße Standort                        | Gemeinde B143500       | Rahmen                                | Stahlbeton                              | Straßenbrücke Klasse I    | 16        | 18         | 1954    | |
| Märzstraßenbrücke §12                                                   | 1    | Standort                                        | ÖBB B146300            | Balken/Plattentragwerk freiaufliegend | keine Angabe                            | Straßenbrücke Klasse I    | 15        | 23         | 1970    | |
| Novotelbrücke                                                           | 0 BW | West Autobahn Standort                          | ASFINAG B145700        | Rahmen geschlossen                    | Stahlbeton                              | Straßenbrücke Klasse I    | 11        | 19         | 1980    | |
| Oberer Dehneparksteg                                                    | 1    | Dehnepark Standort                              | Gemeinde B145600       | Balken/Plattentragwerk freiaufliegend | Stahl mit Holzbohlen                    | Fußgängerbrücke Klasse I  | 4         | 1          | 1960    | |
| Oberer Kinderheimsteg                                                   | 0 BW | Standort                                        | Gemeinde B146000       | Balken/Plattentragwerk freiaufliegend | Stahl                                   | Fußgängerbrücke Klasse II | 7         | 2          | 1960    | |
| Prager Brücke                                                           | 0 BW | Purkersdorf, Anton-Wenzel-Prager-Gasse Standort | Gemeinde B146800       | Balken/Plattentragwerk freiaufliegend | Stahlbeton                              | Straßenbrücke Klasse I    | 4         | 5          | 1960    | |
| Purkersdorfer Brücke                                                    | 1    | West Autobahn Standort                          | ASFINAG B145800        | Rahmen                                | Stahlbeton                              | Straßenbrücke Klasse I    | 12        | 29         | 1980    | |
| Schuhmeierbrücke                                                        | 1    | Standort                                        | Gemeinde B144600       | Balken/Plattentragwerk freiaufliegend | Stahlbeton, Normalbeton                 | Straßenbrücke Klasse I    | 8         | 7          | 1990    | |
| Schweinerner Frack-Steg                                                 | 1    | Standort                                        | Gemeinde B141700       | Balken/Plattentragwerk freiaufliegend | Stahlbeton, Normalbeton                 | Fußgängerbrücke Klasse I  | 8         | 3          | 1994    | |
| Steg beim Straßenwärterhaus                                             | 1    | Mauerbachstraße Standort                        | Gemeinde B143700       | Balken/Plattentragwerk freiaufliegend | Stahlbeton                              | Fußgängerbrücke Klasse I  | 4         | 2          | 1952    | |
| Steg über den Halterbach                                                | 1    | Standort                                        | Gemeinde B145200       | Balken/Plattentragwerk freiaufliegend | Holz                                    | Fußgängerbrücke Klasse I  | 6         | 2          | 1997    | |
| Steg zur Kleingartensiedlung, 150 m oberhalb von B1433 (Cottagebrücke)  | 1    | Cottagestraße Standort                          | Gemeinde B145400       | Balken/Plattentragwerk freiaufliegend | Stahlbeton                              | Fußgängerbrücke Klasse I  | 3         | 2          | 1980    | |
| Steinbruchgrabendurchlass                                               | 1    | Waldweg Standort                                | Gemeinde B144800       | Gewölbe geschlossen                   | Stein                                   | Straßenbrücke Klasse I    | 3         | 24         | 1941    | |
| Stifterbrücke                                                           | 1    | Rohrstraße Standort                             | Gemeinde B144000       | Rahmen geschlossen                    | Stahlbeton                              | Straßenbrücke Klasse I    | 6         | 9          | 1978    | |
| Straßenbrücke Wolf in der Au §12                                        | 1    | Standort                                        | ÖBB B142800            | Balken/Plattentragwerk freiaufliegend | Stahlbeton                              | Straßenbrücke Klasse I    | 27        | 12         | 2004    | |
| Untere Buchbergbrücke                                                   | 0 BW | Buchbergstraße Standort                         | Gemeinde B146600       | Balken/Plattentragwerk freiaufliegend | Holz                                    | Fußgängerbrücke Klasse I  | 4         | 3          | 1990    | |
| Unterer Dehneparksteg                                                   | 1    | Dehnepark Standort                              | Gemeinde B145500       | Balken/Plattentragwerk freiaufliegend | Holz-einfacher Holzbalken               | Fußgängerbrücke Klasse I  | 4         | 2          | 1990    | |
| Unterer Kinderheimsteg                                                  | 0 BW | Standort                                        | Gemeinde B145900       | Balken/Plattentragwerk freiaufliegend | Stahl                                   | Fußgängerbrücke Klasse II | 10        | 2          | 1960    | |
| Vierter Rosenbachsteg                                                   | 1    | Radweg Standort                                 | Gemeinde B141100       | Gewölbe                               | Stahlbeton, Normalbeton                 | Fußgängerbrücke Klasse I  | 6         | 3          | 1926    | |
| Wiener Steg                                                             | 1    | Radweg Standort                                 | Gemeinde B142500       | Rahmen                                | Stahlbeton                              | Fußgängerbrücke Klasse I  | 50        | 5          | 1967    | |
| Wienflußaufsichtssteg                                                   | 1    | Standort                                        | Gemeinde B142900       | Bogen                                 | Stahl                                   | Fußgängerbrücke Klasse II | 15        | 2          | 1901    | |
| Wolf in der Au-Brücke                                                   | 1    | Standort                                        | Gemeinde B142700       | Gewölbe geschlossen                   | Beton                                   | Straßenbrücke Klasse II   | 16        | 6          | 1897    | |
| Wolfersbergbrücke                                                       | 1    | Bujattigasse Standort                           | Gemeinde B141900       | Balken/Plattentragwerk freiaufliegend | Stahlbeton                              | Straßenbrücke Klasse II   | 8         | 8          | 1924    | |
| Wolfsgrabensteg                                                         | 1    | Standort                                        | Gemeinde B142200       | Rahmen offen                          | Stahlbeton, Normalbeton                 | Fußgängerbrücke Klasse I  | 12        | 3          | 1980    | |
| Wurzbachtalbrücke                                                       | 1    | Wurzbachtalgasse Standort                       | Gemeinde B144500       | Rahmen geschlossen                    | Beton                                   | Straßenbrücke Klasse I    | 13        | 7          | 1995    | |
| Zweiter Rosenbachsteg                                                   | 1    | Standort                                        | Gemeinde B140900       | Balken/Plattentragwerk freiaufliegend | Stahlbeton                              | Fußgängerbrücke Klasse I  | 4         | 2          | 1934    | |